# Zsanett Bragmayer
Zsanett Kuttor-Bragmayer (* 29. März 1994 als Zsanett Horváth in Budapest) ist eine ungarische Triathletin. Sie ist mehrfache ungarische Meisterin Duathlon und Triathlon, amtierende Weltmeisterin Aquathlon (2023), Vize-Weltmeisterin Duathlon (2023) und zweifache Olympiastarterin (2020, 2024).

## Werdegang
Zsanett Horvárth wurde 2015 ungarische Meisterin auf der Triathlon-Sprintdistanz (750 m Schwimmen, 20 km Radfahren und 5 km Laufen). Im Mai 2016 heiratete die damals 22-Jährige und startet seitdem als Zsanett Bragmayer. Sie konnte ihren Titel aus 2015 bis 2018 noch weitere Male in Folge wiederholen.
Im Mai 2017 wurde sie Vize-Europameisterin Aquathlon U23 und im August wurde sie U23-Vize-Europameisterin Triathlon.
2018 und 2019 wurde Zsanett Bragmayer ungarische Meisterin Duathlon-Sprintdistanz. Im Mai 2019 wurde die damals 25-Jährige in Spanien Vize-Weltmeisterin Aquathlon.

### Olympische Sommerspiele 2020
Zsanett Bragmayer wurde nominiert für einen Startplatz bei den Olympischen Sommerspielen 2020 am 27. Juli 2021 in Tokyo – zusammen mit Zsófia Kovács, Bence Bicsák und Tamás Tóth. Sie belegte als beste Ungarin den zwölften Rang.
Im Juli 2022 holte sie sich zum fünften Mal den Titel der ungarischen Meisterin auf der Triathlon Sprintdistanz.
Im Mai 2023 wurde die 29-Jährige in Spanien Aquathlon-Weltmeisterin.

## Sportliche Erfolge
| Datum/Jahr    | Rang | Wettbewerb                                  | Austragungsort | Zeit     | Bemerkung                                                               |
| ------------- | ---- | ------------------------------------------- | -------------- | -------- | ----------------------------------------------------------------------- |
| 31. Juli 2024 | 26   | Olympische Sommerspiele 2024                | Paris          | 02:00:24 |                                                                         |
| 21. Apr. 2024 | 3    | Ironman 70.3 Philippines                    | Lapu-Lapu      | 04:36:41 |                                                                         |
| 1. Okt. 2023  | 8    | ITU Triathlon World Cup                     | Tanger         | 00:59:19 | hinter der Deutschen Lisa Tertsch                                       |
| 1. Juli 2023  | 3    | Europaspiele 2023                           | Krakau         | 01:07:40 | in der gemischten Staffel mit Gergely Kiss, Gergő Dobi und Márta Kropkó |
| 13. Mai 2023  | 20   | ITU World Championship Series 2023          | Yokohama       | 01:56:22 |                                                                         |
| 29. Okt. 2022 | 9    | ITU Triathlon World Cup                     | Miyazaki       | 01:01:20 |                                                                         |
| 2. Juli 2022  | 1    | HUN Sprint Triathlon National Championships | Baja           | 01:00:34 | Ungarische Meisterin Triathlon Sprintdistanz                            |
| 28. Mai 2022  | 23   | ITU Triathlon World Cup                     | Arzachena      | 01:02:27 | hinter der Französin Sandra Dodet                                       |
| 23. Okt. 2021 | 3    | ITU Triathlon World Cup                     | Haeundae-gu    | 00:56:58 | hinter der Britin Beth Potter                                           |
| 27. Juli 2021 | 12   | Olympische Sommerspiele 2020                | Tokio          | 02:00:00 | Olympische Sommerspiele                                                 |
| 29. Mai 2021  | 5    | ITU Triathlon World Cup                     | Arzachena      | 01:01:22 |                                                                         |
| 10. Nov. 2019 | 12   | ITU Triathlon World Cup                     | Santo Domingo  | 01:36:08 | hinter der Neuseeländerin Andrea Hewitt                                 |
| 23. Juni 2018 | 1    | HUN Sprint Triathlon National Championships | Baja           | 01:02:03 | Ungarische Meisterin Triathlon Sprintdistanz                            |
| 5. Aug. 2017  | 2    | ETU Triathlon European Championship U23     | Velence        | 01:02:14 | U23-Vize-Europameisterin Triathlon                                      |
| 25. Juni 2017 | 1    | HUN Sprint Triathlon National Championships | Baja           | 01:05:03 | Ungarische Meisterin Triathlon Sprintdistanz                            |
| 25. Juni 2016 | 1    | HUN Sprint Triathlon National Championships | Baja           | 01:07:50 | Ungarische Meisterin Triathlon Sprintdistanz                            |
| 5. Juli 2015  | 1    | ETU Triathlon European Cup                  | Tartu          | 01:05:13 | [ 2 ]                                                                   |
| 20. Juni 2015 | 1    | HUN Sprint Triathlon National Championships | Baja           | 01:01:47 | Ungarische Meisterin Triathlon Sprintdistanz                            |

| Datum/Jahr    | Rang | Wettbewerb                                 | Austragungsort | Zeit     | Bemerkung                                      |
| ------------- | ---- | ------------------------------------------ | -------------- | -------- | ---------------------------------------------- |
| 29. Apr. 2023 | 2    | ITU Duathlon World Championships           | Ibiza          | 00:58:12 | 5 km Laufen, 20 km Radfahren und 2,5 km Laufen |
| 22. Apr. 2023 | 1    | HUN Sprint Duathlon National Championships | Balatonboglár  | 00:58:24 | Ungarische Meisterin Duathlon Sprintdistanz    |
| 18. März 2023 | 8    | ETU Sprint Duathlon European Championships | Caorle         | 00:55:12 | Europameisterschaft Sprint-Duathlon            |
| 27. Apr. 2019 | 1    | HUN Sprint Duathlon National Championships | Káptalantóti   | 00:58:25 | Ungarische Meisterin Duathlon Sprintdistanz    |
| 5. Mai 2018   | 1    | HUN Sprint Duathlon National Championships | Káptalantóti   | 01:00:26 | Ungarische Meisterin Duathlon Sprintdistanz    |
| 26. Apr. 2015 | 2    | HUN Sprint Duathlon National Championships | Káptalantóti   | 01:01:02 | Zweite hinter Erika Csomor                     |

| Datum/Jahr   | Rang | Wettbewerb                           | Austragungsort | Zeit     | Bemerkung                            |
| ------------ | ---- | ------------------------------------ | -------------- | -------- | ------------------------------------ |
| 1. Mai 2023  | 1    | ITU Aquathlon World Championships    | Ibiza          | 00:32:56 | Weltmeisterin Aquathlon              |
| 2. Mai 2019  | 2    | ITU Aquathlon World Championships    | Pontevedra     | 00:33:15 | Vize-Weltmeisterin Aquathlon, Elite  |
| 27. Mai 2017 | 3    | ETU Aquathlon European Championships | Bratislava     | 00:32:30 | Dritter Rang Elite, zweiter Rang U23 |

(DNF – Did Not Finish)